# Marc Klok
Marc Anthony Klok (* 20. April 1993 in Amsterdam) ist ein niederländischer Fußballspieler.

## Karriere
Über die Station FC Utrecht kam Marc Klok im Juni 2013 zum schottischen Erstligisten Ross County. Er war neben Darren Maatsen, Melvin de Leeuw und Kevin Luckassen einer von vier Niederländern die in der Saison 2013/14 im Kader der Staggies standen. Sein Profidebüt gab Klok am 9. November 2013 bei einer 1:4-Heimniederlage gegen Celtic Glasgow. Nach sechs Einsätzen in der Liga wurde der Vertrag des 21-Jährigen im August 2014 aufgelöst. Nach einem erfolgreichen Probetraining wurde Klok im Oktober 2014 vom bulgarischen Verein Tscherno More Warna verpflichtet. Mit dem Verein aus der Hafenstadt Warna gewann er im Jahr 2015 den Bulgarischen Pokal und Supercup. Nach zwei Jahren in Bulgarien wechselte Klok im Juli 2016 zum englischen Drittligisten Oldham Athletic und unterschrieb für sechs Monate. Im Januar 2017 schloss er einen weiteren Vertrag über sechs Monate beim schottischen Erstligisten FC Dundee ab. Den Verein verließ er bereits vorzeitig und wechselte zu PSM Makassar nach Indonesien. Nach drei Jahren in der höchsten indonesischen Spielklasse, wechselte er am 31. Januar 2020 zum Ligakonkurrenten Persija Jakarta.
Seit Juni 2022 spielt Klok auch für die indonesische Fußballnationalmannschaft.

## Familie
Marc Klok ist der Neffe des ehemaligen Fußballprofis Rob Matthaei.

## Erfolge
mit Tscherno More Warna:
- Bulgarischer Pokalsieger: 2015
- Bulgarischer Supercupsieger: 2015